# الکساندر اوستینوف
الکساندر اوستینوف (روسی: Александр Устинов؛ زادهٔ ۷ دسامبر ۱۹۷۶) ورزشکار هنرهای رزمی ترکیبی و بوکسور اهل بلاروس است.